# Franco Di Bella
Franco Di Bella (Milano, 19 gennaio 1927 – Milano, 20 dicembre 1997) è stato un giornalista e saggista italiano.

## Biografia
Figlio di un maresciallo di polizia originario di Tropea e di una signora amalfitana, nasce a Milano.
Studente di giurisprudenza, esordisce nel giornalismo su L'Italia del Popolo, quotidiano del Partito Repubblicano lombardo. Nel 1947 passa a Il Tempo di Milano, edizione lombarda del quotidiano romano. La svolta nella sua carriera avviene nel 1952, quando Mario Missiroli lo assume al Corriere della Sera, il primo quotidiano d'Italia per tiratura. Emerge per la sua capacità di raccontare e interpretare la cronaca e i sentimenti popolari. Nella sua lunga carriera considererà sempre la cronaca la spina dorsale di un quotidiano. È Di Bella a coniare il soprannome "solista del mitra" per il criminale Luciano Lutring.
L'attività giornalistica nella cronaca nera porta Di Bella a scrivere vari racconti, ispirati a storie realmente accadute e pubblicati sul «Corriere dei Piccoli», settimanale del Corsera. Negli anni sessanta è capo cronista, poi redattore capo sotto la direzione di Giovanni Spadolini (1968-1972). Piero Ottone (1972-1977) lo nomina vicedirettore.
Dopo una parentesi alla direzione del bolognese il Resto del Carlino (dall'8 marzo al 25 ottobre 1977), il 30 ottobre 1977 diventa direttore del Corriere della Sera. Di Bella rende più vivace il giornale arricchendolo con l'inserto settimanale sull'economia, con l'avvio della corrispondenza da Pechino affidata a Piero Ostellino e con alcune interviste clamorose di Oriana Fallaci. Durante la sua direzione avviene il passaggio dalla fusione a piombo alla fotocomposizione: la nuova tecnologia viene inaugurata il 26 settembre 1978. Nello stesso anno decide di pubblicare una notizia di cronaca in prima pagina: è la prima volta nella storia del quotidiano. Si tratta della missiva di una lettrice che affronta il tema del matrimonio e del divorzio.
Il 17 marzo 1981 vengono rinvenuti gli elenchi degli iscritti alla Loggia massonica P2 di Licio Gelli. Il 21 maggio vengono svelate le identità degli affiliati, Di Bella è tra loro (tessera  n. 1887). Il quotidiano è manipolato da anni dalla propaganda occulta della P2. Rimane famigerata l'intervista esclusiva che Maurizio Costanzo - allora direttore della Domenica del Corriere, anch'egli piduista - fece a Gelli sul Corriere (5 ottobre 1980), nel quale annunciava il suo piano di "rinascita nazionale". 13 giugno 1981 Di Bella deve lasciare la direzione del Corriere. Dichiara: "Con il cuore gonfio di amarezza, ma con coscienza serena, me ne vado per evitare ripercussioni sulla testata alla quale ho dedicato trent'anni della mia vita". Non lavorerà più per la grande stampa.
È morto a Milano (la stessa città dov'era nato) per una malattia nel 1997. Le spoglie di Franco Di Bella sono state sepolte nel cimitero di Greco ove, anni dopo, sono state tumulate in una celletta.
Franco Di Bella è il padre del giornalista Antonio Di Bella.

## Opere
- L'Italia nera, 1960
- L'agente di polizia. L'investigatore privato, Collana Il bersaglio. Saggi e inchieste sulle professioni n.7, Vallecchi, Firenze, 1960
- Storia della tortura, Sugar, Milano. Prima edizione aprile 1961; riedizione con un saggio di Antonio Di Bella: Bologna, Odoya, 2008.
- Il museo dei sanguinari. Le storie di Landru, Christie, la Cianciulli, Petiot, Jack lo sventratore, Haigh il vampiro & Co., Sugar Editore, Milano, I ed. 1962
- Corriere Segreto. 1951-1981. Misteri e retroscena del più grande giornale italiano. Dai diari di trent'anni del cronista che ne divenne direttore, Rizzoli, Milano, I ed. ottobre 1982